# Сосна смолистая
Сосна смолистая, или красная (лат. Pinus resinosa) — североамериканский вид растений рода Сосна (Pinus) семейства Сосновые (Pinaceae). Является деревом-символом штата Миннесота.

## Ботаническое описание

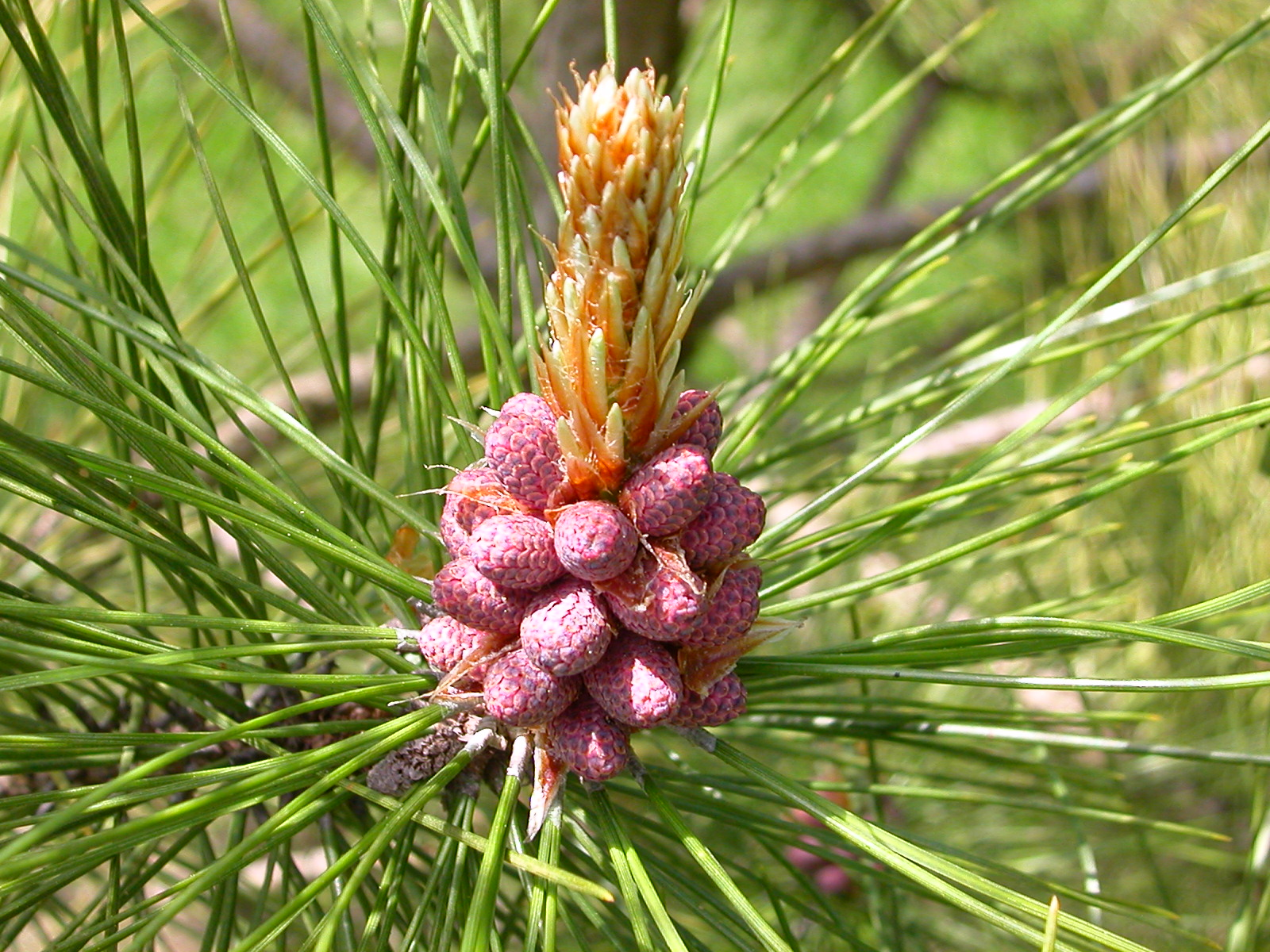
Мужские стробилы

Сосна смолистая — дерево до 37 м в высоту, ствол которого достигает 1,5 м в диаметре, с округлой кроной. Кора красновато-коричневая, чешуйчато-бороздчатая. Молодые ветки оранжево-бурые, затем темнеющие.
Почки красно-коричневые, яйцевидные, до 2 см.
Хвоинки до 18 см длиной, собранные в пучки обычно по 2, прямые, различных оттенков жёлто-зелёного цвета; края хвоинок мелкозубчатые.
Мужские стробилы эллиптической формы, около 1,5 см длиной, тёмно-сиреневого цвета. Женские стробилы двулетние, незрелые — яйцевидные, затем раскрывающиеся и становящиеся широко-яйцевидными, красно-коричневого цвета, 3—6 см длиной. Чешуйки жёсткие, с коротко-заострённой верхушкой.
Семена яйцевидной формы, около 4 мм, светло-коричневые, с крылом до 2 см.
Число хромосом — 2n = 24.

## Ареал
Сосна смолистая распространена в северо-восточной части Северной Америки. Южная граница естественного ареала — север Иллинойса, юг Висконсина и север Пенсильвании, западная — Миннесота и Онтарио.

## Таксономия

### Синонимы
- Pinus rubra F.Michx., 1810, nom. illeg.